# تايتنز (مسلسل تلفزيوني)
تايتنز (الجبابرة) (بالإنجليزية: Titans)‏ هو مسلسل تلفزيوني أمريكي تم بثه على عالم دي سي في الولايات المتحدة وعلي شبكة نتفلكس في باقي أنحاء العالم، المسلسل مبني علي شخصيات في عالم دي سي كوميكس يحمل نفس الاسم. السلسلة من تطوير وإنشاء جيف جونز، يتتبّع المسلسل قصّة «روبين» الذي نشأ في مدينة غوثام حيث يقود مجموعة جديدة من الأبطال - هم ""ريفن"" و""ستارفاير"" و""بيست بوي"". تلتحق هذه المجموعة التي تشكّلت حديثًا من مجموعة من الأبطال الخارقين الشباب بالقوات حيث يصارعون هواجسهم الداخليّة ويحمون الكوكب من الأشرار. يتكون من ثلاث مواسم و 37 حلقة، بث لأول مرة في 2018 وانتهى في 2021 . ويتم التحضير لموسم رابع سيصدر في عام 2022 .

## نبذة
يتبع المسلسل الأبطال الخارقين الشباب من الفريق الذي يحمل نفس الاسم أثناء محاربة الشر ومخاطر أخرى. تم حلها عندما تبدأ القصة، ترى السلسلة عودة الفريق عندما يقوم الأعضاء الأصليون والجدد بإصلاح جبابرة. يحارب الجبابرة الجريمة في مواقع مختلفة، بما في ذلك ديترويت وسان فرانسيسكو ومدينة جوثام.
أول أعضاء الفريق الذين ظهروا في هذه السلسلة هم شريك باتمان السابق ديك غرايسون، وكوري أندرس خارج الأرض، وإمباث راشيل روث، والمتحول غار لوجان. تم الكشف عن ديك لاحقًا كواحد من الجبابرة الأصليين، جنبًا إلى جنب مع نصف أمازون دونا تروي وثنائي محاربة الجريمة داون جرينجر وهانك هال. بعد إصلاح فريق الجبابرة، انضم إلى الفريق شريك باتمان الجديد جيسون تود، والقاتلة روز ويلسون، وكونر المستنسخ الجيني لسوبرمان.
في الموسم الأول، تأتي راشيل إلى ديك لطلب الحماية من القوى الخطرة التي تلاحقها، مما يؤدي إلى لقاءهما والتعاون مع كوري وجار. علم الأبطال في النهاية أن راشيل مستهدفة من قبل والدها الشيطاني تريجون، الذي يسعى لاستعباد العالم. يصور الموسم أيضًا جهود ديك لإبعاد نفسه عن معلمه وشخصيته روبن، بينما تكافح كوري مع نوبة فقدان الذاكرة التي تتركها غير مدركة لهويتها الحقيقية.
يركز الموسم الثاني على الإصلاح الرسمي للجبابرة حيث يقوم ديك بتدريب فريق جديد يتألف من راشيل وغار وجيسون. ومع ذلك، فإن عودة الجبابرة تؤدي إلى عودة ظهور القاتل المخيف ديثستروك، والذي تسبب صراعه السابق مع الفريق الأصلي في حلهم. بينما يحاول ديثستروك القضاء على الأبطال، يُجبر الجبابرة الأصليون على مواجهته مرة أخرى، بينما تظهر تهديدات أخرى من مختبرات كادموس الخبيثة وشقيقة ستارفاير بلاك فاير.
يشهد الموسم الثالث سفر الجبابرة إلى مدينة جوثام بعد مقتل جيسون، حيث يتعاون ديك لحماية المدينة مع مفوضة الشرطة باربرا جوردون. عندما يعود جايسون تحت سيطرة المجرم سيئ السمعة جوناثان كرين، يجد الجبابرة أنفسهم يقاتلون زميلهم السابق في الفريق لمنع كرين من تدمير جوثام. كما تم تصوير لقاء كوري المتوتر مع بلاك فاير، الذي يسعى للخلاص من أفعال الماضي، وعودة دونا من الحياة الآخرة بعد وفاتها في الموسم السابق.

## طاقم العمل
- برينتون ثويتس في دور ريتشارد «ديك» غرايسون / روبن: لاعب سيرك سابق، بعد وفاة والديه، تم تدريبه من قبل باتمان لمحاربة الجريمة بصفته صديقه. الآن في مرحلة البلوغ ومحقق مع قسم شرطة ديترويت، يصبح ديك قائد فريق الجبابرة في سعيه للخروج من ظل معلمه.[4]
- آنا ديوب في دور ستارفير/كوري: وهي أميرة غريبة قوية تبحث عن ملجأ على الأرض وتتصل بالجبابرة.
- تيجان كروفت بدور راشيل روث / رافين: شابة روحانية هي ابنة شيطان، وقواها مدفوعة بعواطفها. وأشارت كروفت إلى أن علاقة راشيل مع ديك هي «علاقة أكثر من الأب والابنة» لأن كلاهما «يتقاسمان نفس الشعور بالهجر».[5][6]
- ريان بوتر كما غارفيلد «غار» لوغان / الوحش[7]

## الإنتاج

### التصوير
بدأ التصوير للموسم الأول في 15 نوفمبر 2017، في تورنتو، أونتاريو، واختتم في 28 يونيو 2018.

## الإصدار
الموسم الأول سيشتمل علي 12 حلقة والعرض الأول سيكون في 12 أكتوبر، 2018، مع حلقات جديدة تطلق على شبكة عالم دي سي كل أسبوع. عرضت الحلقة الأولى في 3 أكتوبر 2018 في كوميك كون نيويورك ، نتفلكس ستقوم ببث المسلسل خارج الولايات المتحدة.

## وصلات خارجية
- تايتنز (الجبابرة) على موقع IMDb (الإنجليزية)
- تايتنز (الجبابرة) على موقع ميتاكريتيك (الإنجليزية)
- تايتنز (الجبابرة) على موقع روتن توميتوز (الإنجليزية)
- تايتنز (الجبابرة) على موقع نتفليكس (الإنجليزية)
- تايتنز (الجبابرة) على موقع فيلمافينيتي (الإسبانية)
- تايتنز (الجبابرة) على موقع كينوبويسك (الروسية)
- تايتنز (الجبابرة) على موقع ألو سيني (الفرنسية)
- تايتنز (الجبابرة) على موقع قاعدة بيانات الفيلم (الإنجليزية)